# Sidi Aïssa
Sidi Aïssa (em árabe: سيدي عيسى) é uma cidade e comuna localizada na província de M'Sila, Argélia. Segundo o censo de 2008, a população total da cidade era de 72 062 habitantes.